# Parcé-sur-Sarthe
Parcé-sur-Sarthe település Franciaországban, Sarthe megyében. Lakosainak száma 1998 fő (2022. január 1.). Parcé-sur-Sarthe Avoise, Solesmes, Vion, Arthezé, Le Bailleul, Dureil, Louailles és Malicorne-sur-Sarthe községekkel határos.

## Népesség
A település népességének változása:
| Lakosok száma | 2151 | 2136 | 2168 | 2100 | 2094 | 2084 | 2086 | 2046 | 1998 |
|               | 2013 | 2015 | 2016 | 2017 | 2018 | 2019 | 2020 | 2021 | 2022 |